# Pressignac
Pressignac är en kommun i departementet Charente i regionen Nouvelle-Aquitaine i västra Frankrike. Kommunen ligger  i kantonen Chabanais som ligger i arrondissementet Confolens. År 2022 hade Pressignac 379 invånare.

## Befolkningsutveckling
Antalet invånare i kommunen Pressignac
Referens:INSEE